# Julien Alfred
Julien Alfred (Castries, 10 de junio de 2001) es una deportista santalucense que compite en atletismo, especialista en las carreras de velocidad.
Participó en los Juegos Olímpicos de París 2024, obteniendo dos medallas, oro en los 100 m y plata en los 200 m. Ganó una medalla de oro en el Campeonato Mundial de Atletismo en Pista Cubierta de 2024, en la prueba de 60 m.
Cursó el grado en Estudios Juveniles y Comunitarios en la Universidad de Texas en Austin.

## Palmarés internacional
| Juegos Olímpicos                     | Juegos Olímpicos      | Juegos Olímpicos | Juegos Olímpicos |
| Año                                  | Lugar                 | Medalla          | Prueba           |
| ------------------------------------ | --------------------- | ---------------- | ---------------- |
| 2024                                 | París (Francia)       | Medalla de oro   | 100 m            |
| 2024                                 | París (Francia)       | Medalla de plata | 200 m            |
| Campeonato Mundial en Pista Cubierta |                       |                  |                  |
| Año                                  | Lugar                 | Medalla          | Prueba           |
| 2024                                 | Glasgow (Reino Unido) | Medalla de oro   | 60 m             |